# Droit bosnien
Le droit bosnien est le droit de tradition civiliste, de l'embranchement du droit austro-allemand, appliqué en Bosnie-Herzégovine.

## Sources du droit

### Constitution
La Constitution est la norme suprême de Bosnie-Herzégovine.

### Normes internationales
L'article II(2) dispose que « les droits et libertés stipulés dans la Convention européenne de sauvegarde des droits de l'homme et des libertés fondamentales et ses protocoles sont directement applicables en Bosnie-Herzégovine. Ces règles ont la primauté sur les autres lois ». 
Par ailleurs, l'article II(7) dispose que la Bosnie-Herzégovine reste ou doit devenir partie aux accords internationaux énumérés à l'annexe 1 de la Constitution. 
Enfin, la Constitution prévoit que la Bosnie-Herzégovine doit coopérer de manière illimité avec : tout mécanisme international de contrôle des droits de l'homme établi pour la Bosnie-Herzégovine ; avec les organes de contrôle établis par chacun des accords internationaux énumérés à l'annexe 1 de la […] Constitution ; avec le Tribunal pénal international pour l'ex-Yougoslavie et avec toute autre organisation autorisée par le Conseil de sécurité des Nations unies ayant un mandat concernant les droits de l'homme ou le droit humanitaire.

### Législation
Les lois sont adoptées par l'Assemblée parlementaire de la Bosnie-Herzégovine.

## Droit des entités de Bosnie-Herzégovine
La Bosnie-Herzégovine comprend deux entités :
- la république serbe de Bosnie appliquant le droit serbo-bosnien conformément à la Constitution de la république serbe de Bosnie,
- la fédération de Bosnie-et-Herzégovine appliquant le droit croato-bosniaque conformément à la Constitution de la fédération de Bosnie-et-Herzégovine.

Par ailleurs, la fédération de Bosnie-et-Herzégovine comprend dix cantons dont chacun a une constitution et un droit à part :
- la Constitution du canton d'Una-Sana et le droit una-sanan,
- la Constitution du canton de Posavina et le droit posavinan,
- la Constitution du canton de Tuzla et le droit tuzlan,
- la Constitution du canton de Zenica-Doboj et le droit zenican,
- la Constitution du canton du Podrinje bosnien et le droit gorazdais,
- la Constitution du canton de Bosnie centrale et le droit centro-bosnien,
- la Constitution du canton de Herzégovine-Neretva et le droit herzégovinien,
- la Constitution du canton de l'Herzégovine de l'ouest et le droit ouest-herzégovinien,
- la Constitution du canton de Sarajevo et le droit sarajévien,
- et la Constitution du canton de Herceg-Bosna et le droit du canton 10.

De plus, le district de Brčko est un condominium de la république serbe de Bosnie et de la fédération de Bosnie-et-Herzégovine et bénéficie donc d'un statut à part prévu par le Statut du district de Brčko.

## Sources

## Compléments